# Coudrecieux

Coudrecieux este o comună în departamentul Sarthe, Franța. În 2009 avea o populație de 613 de locuitori.